# Петрук, Николай Николаевич
Николай Николаевич Петрук (укр. Микола Миколайович Петрук, род. 1 февраля 1950 года, с. Карповцы, Чудновский район, Житомирская область, УССР, СССР) — украинский военный и политический деятель.

## Образование
- Бакинское высшее общевойсковое командное училище (1971);
- Военная академия имени М. В. Фрунзе (1983);
- Военная академия Генштаба Вооруженных Сил Российской Федерации (1993).

## Военная карьера
- С 1971 — командир мотострелкового взвода Прикарпатского военного округа.
- 1973-1991 — заместитель командира мотострелковой роты по технической части, командир мотострелковой роты, начальник штаба мотострелкового батальона, командир мотострелкового батальона, заместитель командира мотострелкового полка, командир мотострелкового полка, начальник штаба мотострелковой дивизии, командир 7-й отдельной мотострелковой бригады (ГСВСК, Республика Куба).
- Август 1993 — октябрь 2003 — командир 24-й механизированной дивизии, командующий армейского корпуса, первый заместитель командующего войсками Западного оперативного командования Сухопутных войск, первый заместитель Главнокомандующего Сухопутных войск Вооруженных Сил Украины.
- 16 октября 2003 — 19 июля 2004 — командующий войсками Западного оперативного командования.
- 19 июля 2004 — 16 июня 2005 — Главнокомандующий Сухопутных войск Вооруженных Сил Украины.
- 16 июня 2005 — 6 мая 2006 — командующий Сухопутных войск Вооруженных Сил Украины.
- Январь 2008 — уволен в запас.

## Политическая деятельность
На парламентских выборах 2006 и 2007 — № 9 в списке Блока Юлии Тимошенко, народный депутат Украины V и VI созывов Верховной Рады Украины. Оба раза был членом Комитета по вопросам национальной безопасности и обороны. Беспартийный.

## Семья
Родился в семье рабочих. Женат, имеет двух дочерей.